# Биджан
Биджа́н — средняя река в Еврейской автономной области России, левый приток Амура.
Длина реки (от слияния Левого и Правого Биджана) — 274 км, ширина — 30—60 м, глубина — 1,5—7 м, площадь бассейна — 9580 км². Высота устья — 51,5 м над уровнем моря. Площадь водосборного бассейна — 7940 км².
Берёт начало в Малом Хинганском хребте, образуется слиянием рек Правый Биджан и Левый Биджан, течёт с севера на юг. Его притоками являются реки Унгун, Буркали и другие мелкие речки, используемые для передвижения на лодках и небольших моторках. Мелкие реки, такие как Листвянка, преимущественно имеют горный характер. Река Биджан относится к нерестовым. В верховьях расположен старейший в России рыборазводный завод — «Биджанский».
Самый большой подъём реки Биджан был зафиксирован в конце июля 1932 году — уровень реки был почти на 3 метра выше сложившийся нормы.

## Населённые пункты в бассейне реки
Сверху вниз:
Облученский район
- Теплые Ключи (л. б.)
- Новый (л. б.)

Ленинский район
- Новотроицкое (л. б.)
- Преображеновка (п. б.)
- Биджан (п. б.)
- Башмак (л. б.)
- Степное (п. б.)
- Кирово (л. б.)
- Венцелево (п. б.)
- Квашнино (л. б.)
- Дежнёво (л. б.)